# Ales blanques
Ales blanques (títol original en anglès, White Bird) és una pel·lícula de drama bèl·lic estatunidenc de 2024 dirigida per Marc Forster a partir d'un guió de Mark Bomback, basat en la novel·la gràfica homònima del 2019 de R. J. Palacio. Es tracta d'una preqüela i seqüela de Wonder (2017). És protagonitzada per Ariella Glaser, Orlando Schwerdt, Bryce Gheisar, Gillian Anderson i Helen Mirren; Gheisar repeteix el paper de Julian Albans de Wonder. S'ha subtitulat al català.
El film es va estrenar a Itàlia, Eslovènia i Croàcia el 4 de gener de 2024. Als Estats Units, es va estrenar el 4 d'octubre de 2024, amb crítiques positives.